# Legend of Grimrock

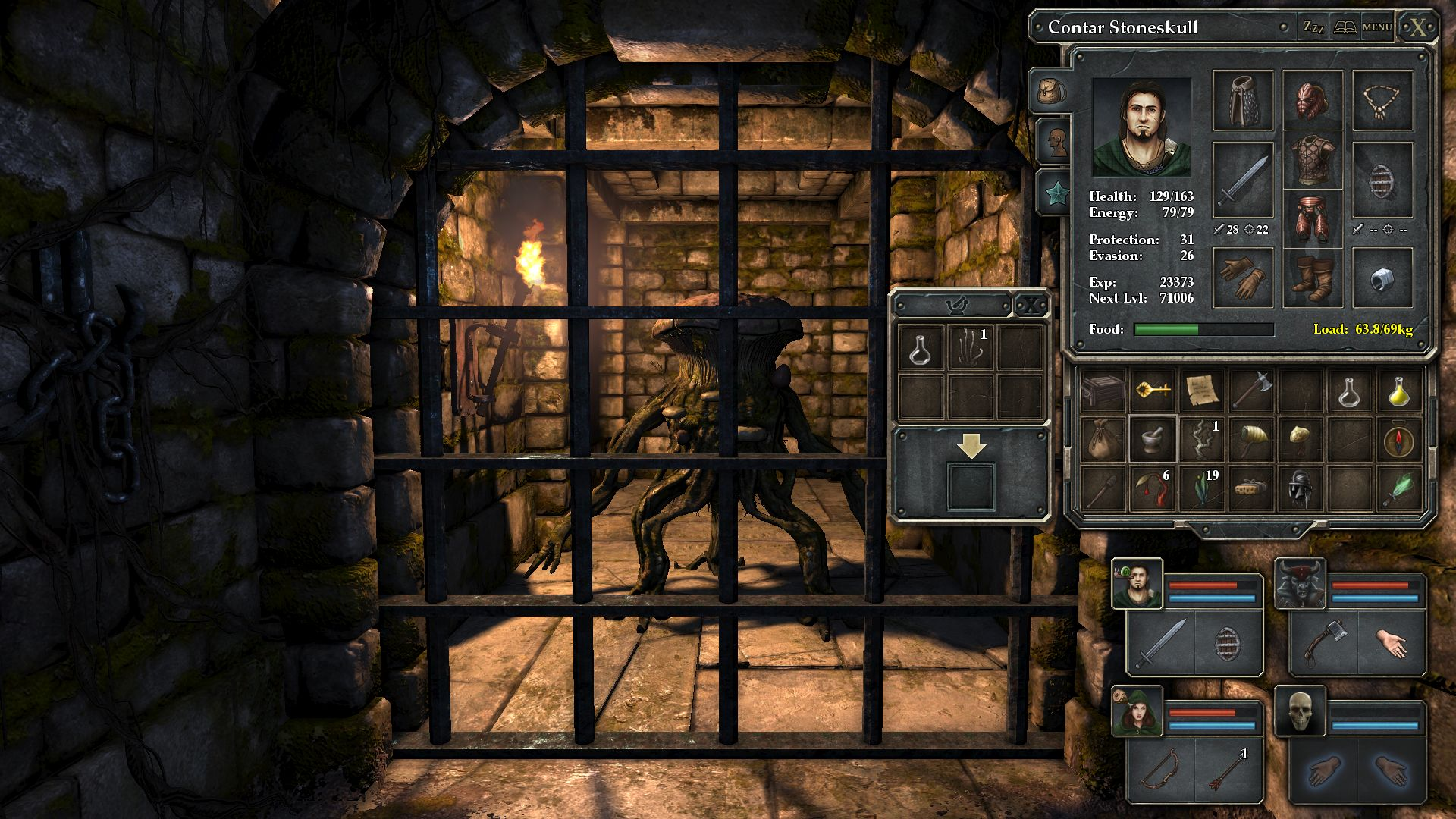
Screenshot aus Legend of Grimrock: Blick in First-Person Perspektive ins Dungeon, zu sehen ein pilzartiger Gegner hinter einem Fallgitter, rechts der Kontrollbereich für die Protagonistengruppe
rechts-unten: Spielparty repräsentiert über Charaktericons, welche die in den Hände gehaltenen Objekte zeigen, rote Balkenanzeigen repräsentieren den Gesundheitszustand, blaue den Energiezustand jedes Charakters
rechts-mitte: offenes Inventar eines Charakters mit offenem Alchemieset am linken Rand
rechts-oben: Charakteranzeige der Ausrüstung und der Talente und Fähigkeiten.

Legend of Grimrock ist ein Computerspiel für den PC, entwickelt vom finnischen, unabhängigen Entwicklungsstudio Almost Human. Das dreidimensionale Echtzeit-Rollenspiel basiert stark auf Dungeoncrawler Vorbildern aus den 1980er und 1990er Jahren, vor allem Dungeon Master, Eye of the Beholder und Ultima Underworld. Die Erstveröffentlichung erfolgte am 11. April 2012 als reine Digitale Distribution, eine physische Version (z. B. auf DVD oder in Verkaufsbox) wird nicht vertrieben. Legend of Grimrock war Teil des Humble Indie Bundle 7 und seit diesem auch für Linux und Mac OS X erhältlich. Am 7. Mai 2015 ist zudem eine iOS-Version für iPad im Apple App Store erschienen. Am 15. Januar 2024 erschien eine Umsetzung für Nintendo Switch.

## Hintergrundgeschichte
In der mit Szenenbildern illustrierten Einführung des Spiels wird von vier Gefangenen erzählt, den später vom Spieler geführten Protagonisten, die auf einem hohen Berggipfel namens Grimrock in ein höhlenartiges Verlies geworfen werden. Sollten sie einen Weg aus dem Verlies finden, wird ihnen der Erlass ihrer Strafe versprochen.

## Spielmechanik
Legend of Grimrock ist ein First-Person Echtzeit Action-Computer-Rollenspiel. Der Spieler kontrolliert eine Spielergruppe bestehend aus vier Charakteren, welche er durch ein in 3D gerendertes höhlenartiges Verliessystem führt. Die Bewegung ist feldbasierend, es kann jedoch sich beliebig in 3D umgesehen werden. Diese Art von Spielmechanik geht auf Spiele aus den 1990ern zurück, vor allem Dungeon Master und Eye of the Beholder, von welchen Legend of Grimrock stark inspiriert wurde.
Der Spielablauf besteht aus einer Kombination von zu lösenden Rätseln, Puzzeln und Kampfsituationen. Die Charaktere der Gruppe gewinnen Erfahrung für das Besiegen von Gegnern in dem Verlies, was bei Erreichen einer definierten Erfahrungsmenge (Stufenanstieg) die Wahl einer Fähigkeit in einer Spezialisierungsrichtung erlaubt. Diese Spezialisierung kann eine Kampffähigkeit (wie die effektivere Verwendung von spezifischen Waffentypen wie Schwert, Axt, Bogen etc.) sein, als auch eine magische Fähigkeit oder auch die effizientere Verwendung von Rüstungen. Außerdem können die Protagonisten über versteckte und als Puzzlebelohnung erzielbare Ausrüstung ihrer Situation verbessern. D. h. viele der komplexeren Puzzle im Spiel sind als optionaler Bonus konzipiert, die ein Spieler nicht lösen muss. Oft sind dazu Geheimtüren zu finden.
Als Hommage an die klassischen Wurzeln hat der Spieler bei Spielbeginn die Wahl zu einem „old-school Modus“. In diesem Modus ist das spielinterne Kartensystem deaktiviert und für die Navigation durch das verwinkelte und viele Etagen überspannende Verlies ist der Spieler entweder auf sein Orientierungsvermögen oder seine Fähigkeiten Karten selbst zu zeichnen angewiesen. Dafür ist jedoch als kleine Hilfe eine digitale Vorlage zum Karten zeichnen dem Spiel beigelegt.

## Entwicklungsgeschichte
Das Spiel begann als Hobbyprojekt des Programmierers Petri Häkkinen unter dem Arbeitstitel DM2000 circa 2001. Im Jahr 2004 wurde das Spielprojekt in Escape from Dragon Mountain umbenannt und Demos und Konzeptart veröffentlicht, machte jedoch nur langsam Fortschritte.
Im Februar 2011 gaben die vier Entwickler ihre Arbeitsstellen bei Remedy Entertainment und Futuremark auf, um im Rahmen eines eigenen Indie-Studios, Almost Human, das Projekt als eigenfinanziertes, kommerzielles Erstlingswerk voranzutreiben. Mit der Namensänderung zu Legend of Grimrock wurde auch der Neuausrichtung Rechnung getragen, keinen direkten „Dungeon Master“-Klon mehr zu entwickeln, sondern einen DM-inspirierten aber eigenständigen Dungeon Crawler.
Am 11. April wurde Legend of Grimrock auf der Website des Herstellers in Eigenvermarktung als auch über die digitalen Distributoren GOG.com und Steam veröffentlicht. Sowohl die herstellervertriebene als auch die GOG.com-Variante sind frei von DRM-Maßnahmen.
Am 20. Dezember 2012 wurde eine Linux-Version wie die versprochene MacOS-Portierung mit dem Humble Indie Bundle 7 als Version 1.3.6 verfügbar.

## Level Editor und Mods
Am 4. Oktober 2012 wurde der versprochene Level-Editor als freies Update mit der Version 1.3.1 veröffentlicht.
Es wurden durch unabhängige Spieler zahlreiche Mods veröffentlicht, die teilweise in Komplexität und Umfang über das Originalspiel hinausreichen und in der Mehrzahl über die Seite nexusmods verfügbar sind.

## Rezeption
In der Woche nach der Veröffentlichung im April 2012 erreicht das Spiel die Spitze von Steams Steam Top Seller's.
Legend of Grimrock wurde insgesamt positiv von der Fachpresse und Spielern aufgenommen und erreichte eine Durchschnittswertung von 82 % bei 51 Reviews auf Metacritic. Auch kommerziell war Legend of Grimrock erfolgreich, allein über gog.com wurden 17.000 Kopien verkauft, die Entwickler selbst sprachen von Einnahmen in Größenordnung des „Mehrfachen“ der Entwicklungskosten innerhalb einer Woche. Im Januar 2013 gab Almost Human bekannt, Legend of Grimrock über 600.000 mal verkauft zu haben.

## Legend of Grimrock 2
Am 21. Februar 2013 gaben die Entwickler des Spiels bekannt, an einer Fortsetzung mit dem Titel Legend of Grimrock 2 zu arbeiten. Anstelle eines ursprünglich geplanten Add-ons, wird es sich hierbei um eine Standalone Version mit verbesserter Engine mit zusätzlichen Möglichkeiten handeln.
Das Spiel wurde am 15. Oktober 2014 veröffentlicht und erhielt vergleichbare Bewertungen wie sein Vorgänger.

## Galerie

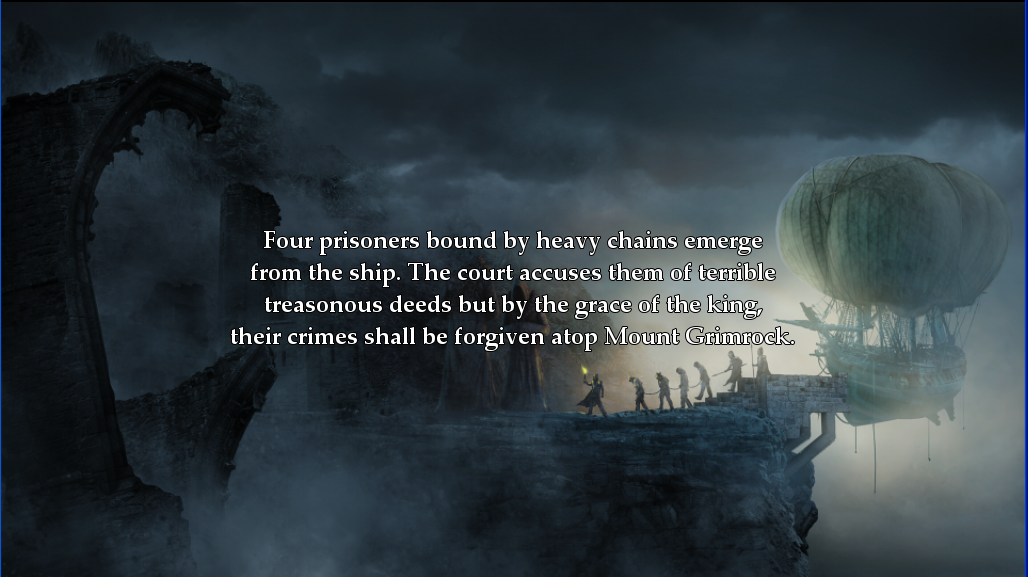
Szene aus dem Einführungsvideo
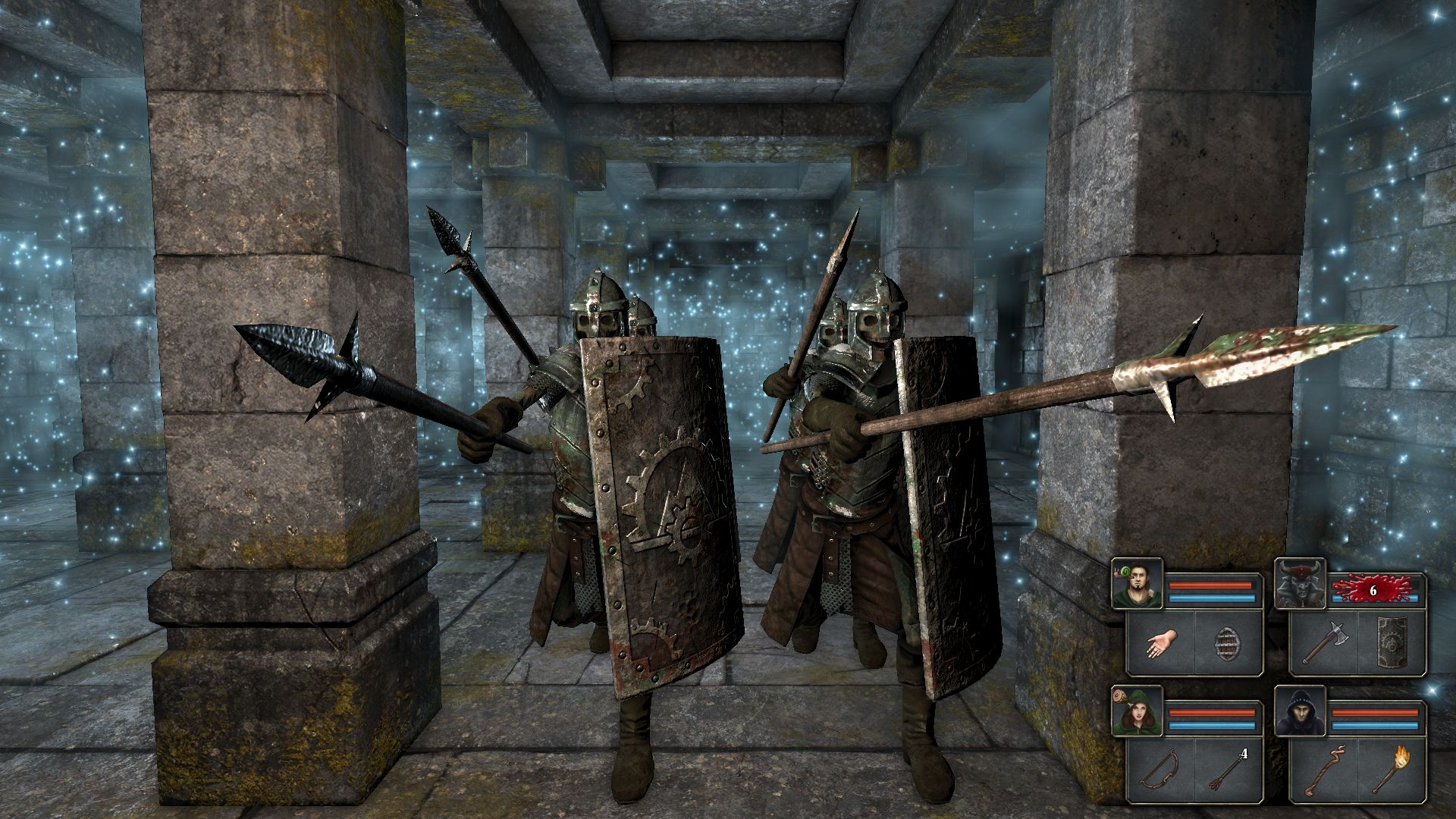
Spielparty wird von vier untoten Skeletten angegriffen, bläulich im Hintergrund Teleportationsfelder
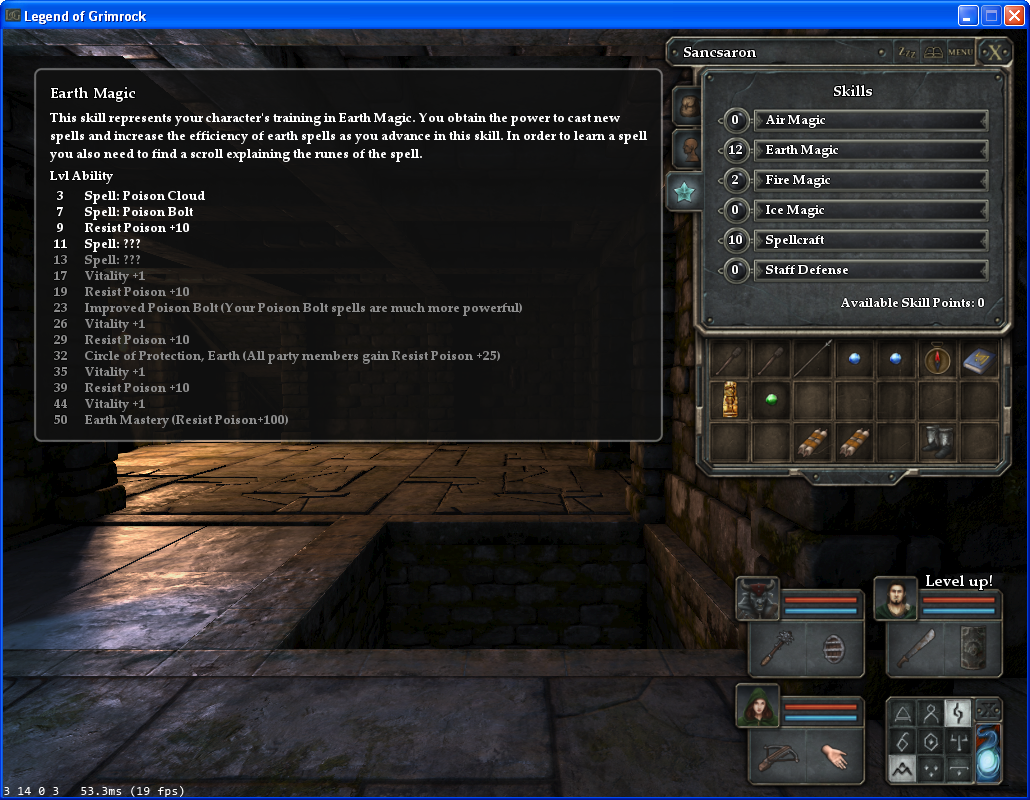
Entwicklungsbaum des Magiezweiges Erde
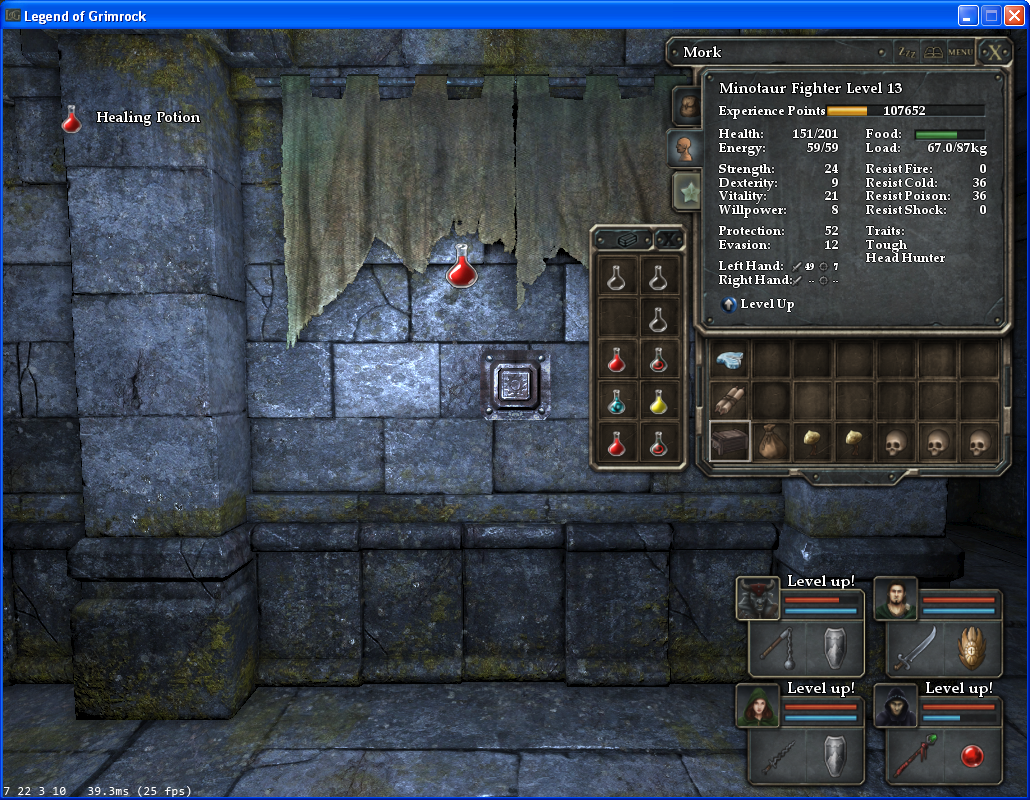
Bildschirm, der die Charaktereigenschaften anzeigt